# Niels Diffrient
Niels Diffrient, né à Star (Mississipi) le 6 septembre 1928 et mort le 8 juin 2013 à Ridgefield (Connecticut), est un designer industriel Américain qui s’est particulièrement intéressé à l’ergonomie des sièges et à notamment publié trois volumes de recherches anthropométriques.

## Biographie
Niels Diffrient est né dans une région rurale du Mississipi. Au plus fort des années de dépression, la famille s'installe à Detroit. Niels Diffrient, s’intéresse à l’aéronautique et entame des études d’ingénieur à l’Université de Wayne State puis à la Cranbrook Academy of Art dont il est diplômé en architecture,.
De 1946 à 1951 , il travaille avec Eero Saarinen et Knoll.
En  1954, grâce à une bourse Fullbright, il rejoint le studio de design milanais de Marco Zanuso où il travaille sur un modèle de machine à coudre Fratelli Borletti. À son retour, en 1952, il rejoint le bureau d’Henry Dreyfuss dont il devient associé en 1956. Il travaille à la conception de téléphones, de sièges de tracteurs (John Deere), de l'appareil photo Polaroid SX-70, de l'identité visuelle et de l'intérieur des avions pour des compagnies aériennes (TWA, American Airlines).
La question de l'adaptation des objets ou machines aux personnes, suscite l'intérêt de Niels Diffrient qui approfondit les recherches et, avec ses collègues de Dreyfuss, Alvin R. Tilley et Joan C. Bardagjy, il rédige trois volumes intitulés Humanscale, qui deviennent rapidement des ouvrages de référence en matière d'ergonomie pour les architectes et designers industriels.
En 1980, Niels Diffrient prend sa retraite d'Henry Dreyfuss, mais poursuit une carrière indépendante dans le design, en se concentrant sur les produits destinés au travail de bureau, où, comme il l'observe, l'objet le plus présent est la chaise.
Les dernières années de la carrière de Niels Diffrient sont consacrées à la conception et au développement de sièges qui ont modifié l'approche de l'industrie en matière de conception de sièges de bureau. Ses chaises Freedom et Liberty, éliminent le besoin d'un mécanisme de contrôle de la tension et permettent à la chaise d'utiliser le poids de l'utilisateur pour déterminer la résistance et l'inclinaison, augmentant le confort et assurant le bien-être de l'utilisateur ; un progrès par rapport à la nécessité conventionnelle pour l'utilisateur de maîtriser un système complexe et archaïque de boutons et de leviers.

## Publications principales
- (en) Humanscale 1/2/3; a portfolio of information: 1. Sizes of people; 2. Seating considerations; 3. Requirements for the handicapped and elderly, MIT presse, 1974 (ISBN 9780262540278, OCLC 1228159).
- (en) Humanscale 4/5/6 : a portfolio of information: 4. Human strength and safety, 5. Controls and displays, 6. Designing for people, MIT press, 1981 (ISBN 9780262040594, OCLC 8043053).
- (en) Humanscale 7/8/9 :a portfolio of information : 7. Standing and sitting at work : 8. Space planning for the individual and the public : 9. Access for maintenance, stairs, light, and color, MIT press, 1981 (ISBN 9780262040594, OCLC 8256566).